# (31320) 1998 HX2
(31320) 1998 HX2 est un astéroïde aréocroiseur découvert en 1998.

## Description
(31320) 1998 HX2 a été découvert le 21 avril 1998 à l'observatoire Magdalena Ridge, situé dans le comté de Socorro, au Nouveau-Mexique (États-Unis), par le projet Lincoln Near-Earth Asteroid Research (LINEAR).

### Caractéristiques orbitales
L'orbite de cet astéroïde est caractérisée par un demi-grand axe de 1,95 ua, un périhélie de 1,65 ua, une excentricité de 0,15 et une inclinaison de 21,23° par rapport à l'écliptique. Du fait de ces caractéristiques, à savoir un demi-grand axe inférieur à 3,2 ua et un périhélie compris entre 1,3 et 1,666 ua, il croise l'orbite de Mars et est classé, selon la JPL Small-Body Database, comme astéroïde aréocroiseur (aréo venant de Arès).

### Caractéristiques physiques
(31320) 1998 HX2 a une magnitude absolue (H) de 15,2 et un albédo estimé à 0,164.